# Los Honores

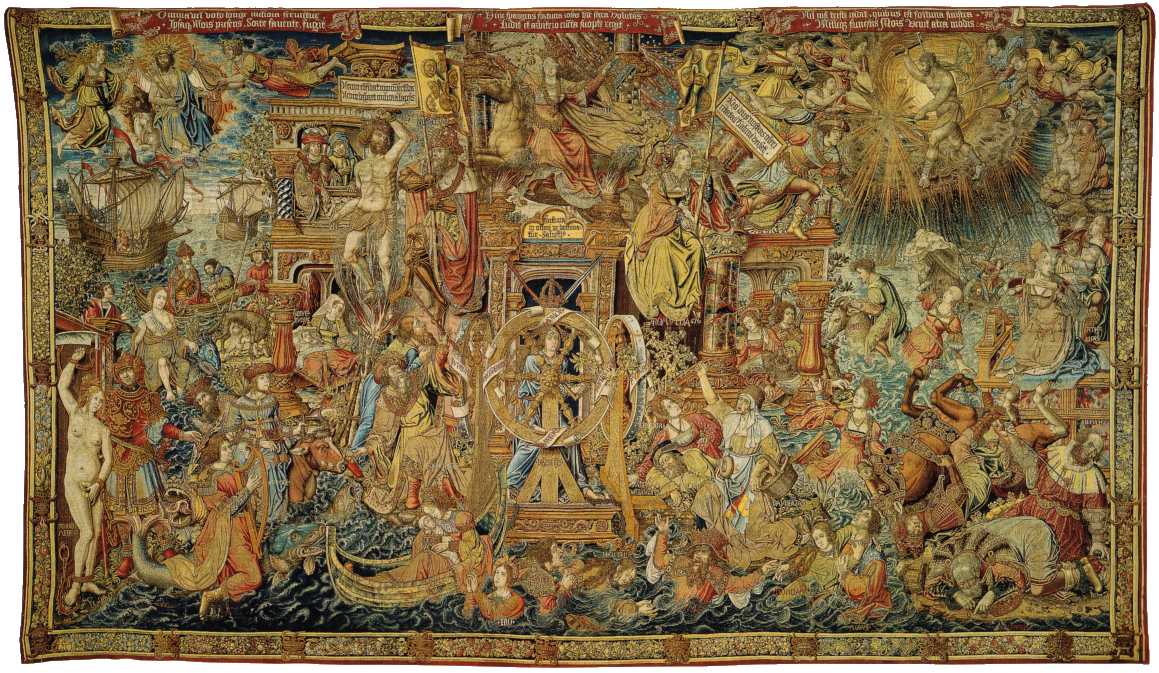
Eerste deel Het eiland van de Fortuin

Los Honores is een negendelige reeks Brusselse wandtapijten in het Koninklijk Paleis van La Granja de San Ildefonso in Spanje. Ze zijn rond 1520-1525 geweven in het atelier van Pieter van Edingen naar aanleiding van de keizersverkiezing en -kroning van Karel V.

## Geschiedenis
Er zijn geen kartons of voorbereidende werken bewaard van de reeks en ook van de bestelling zijn er nauwelijks sporen. Het initiatief moet gekomen zijn van het hof van regentes Margaretha van Oostenrijk in Mechelen. Het programma (libretto) is opgesteld door humanisten naar wie we het raden hebben en ook over de visuele ontwerpers bestaat een grote mate van onzekerheid. Tentatief wordt de reeks in verband gebracht met Bernard van Orley en Jan Gossaert, maar vermoedelijk waren er meerdere kartonschilders betrokken bij de reusachtige opdracht.
Door een schuldbekentenis van 27 januari 1525 weten we dat Pieter van Edingen twee jaar eerder zeven stukken van de reeks in pand had moeten geven bij de Fuggerbank. Ze zullen zich in het Antwerpse kantoor hebben bevonden bij hun agent Wolf Haller von Hallerstein. Van Edingen had net een aantal kostbare opdrachten voor het Vaticaan afgewerkt en had aan het voorschot voor Los Honores niet genoeg om zijn betalingsverplichtingen na te komen. In 1526 zond hij Het tribunaal van de Eer naar keizer Karel in Sevilla als monster om hem tot aankoop te bewegen. De keizer was ingenomen met het werk en beschikte dankzij zijn huwelijk met Isabella van Portugal ook over de middelen om het te bekostigen. Zo kwam de reeks in Spanje terecht. Ze zal een eerste keer publiek zijn opgehangen voor het doopsel van prins Filips op 5 juni 1527 in de San Pablokerk van Valladolid.
In de schuldbekentenis van 1525 werd de benaming Tapisseryen van de Fortunen gebruikt, maar in Spanje sprak men van Los Honores, blijkbaar naar het stuk over de Eer dat daar als eerste was ontvangen. Het is vermoedelijk ook het centrale stuk van de serie. De enige repliek van de reeks, gemaakt voor de Luikse prins-bisschop Everhard van der Marck, werd Gloria Immortalis genoemd. Het ging om een herhaling op kleiner formaat in zeven stukken, waarvan er vijf zijn bewaard.

## Voorstelling
In de wandtapijtkunst zijn meer dan levensgrote figuren niet ongebruikelijk, maar binnen het genre zijn de afmetingen van Los Honores buitengewoon imposant: een hoogte van vijf meter en een oppervlakte van meer dan 400 m² textiel. Daarop is een complexe allegorie te zien met 336 figuren. Ze diende als vorstenspiegel om de jonge Karel te tonen welke deugden hij moest beoefenen en welke ondeugden hij moest vermijden om aardse Roem, eeuwige Adel en opperste Eer te verkrijgen. De iconografie put uit klassieke bronnen als Valerius Maximus, Ovidius, Petrarca en Boccaccio, maar ook uit de meer recente Illustrations de Gaule van de in ongenade gevallen Jean Lemaire de Belges. Elk behangsel is opgevat als een toneelscène zoals de rederijkers die brachten op blijde inkomsten. Stilistisch situeert de reeks zich op de overgang van gotiek naar renaissance. De architecturale elementen zijn volledig renaissance.
Delmarcel plaatst de stukken in deze volgorde:
- Het eiland van de Fortuin
- De reis van de Wijsheid naar de hemel
- Fortuna overwonnen door Matigheid en Sterkte
- De tempel van de zeven Deugden
- Het tribunaal van de Eer
- De tempel van de Roem
- De tempel van de Gerechtigheid
- De drie vormen van Adeldom
- De stoet van de Oneer

## Tentoonstellingen
De reeks is slechts zelden op zijn geheel naar het buitenland gereisd:
- 1935: Brussel, Wereldtentoonstelling
- 2000: Mechelen, Cultureel Centrum Antoon Spinoy (voor het Keizer Kareljaar)

## Voetnoten
1. ↑  Campbell 2002, p. 181-182